# 三相乳化 (神奈川大学)

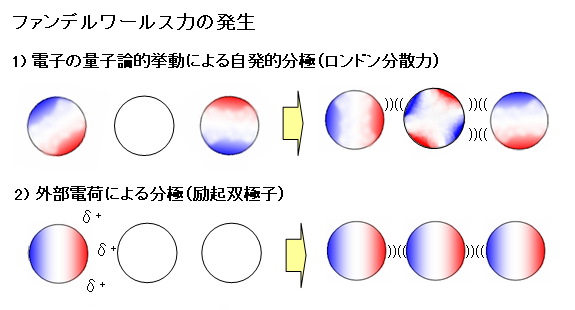
説明図 ファンデルワールス力の発生

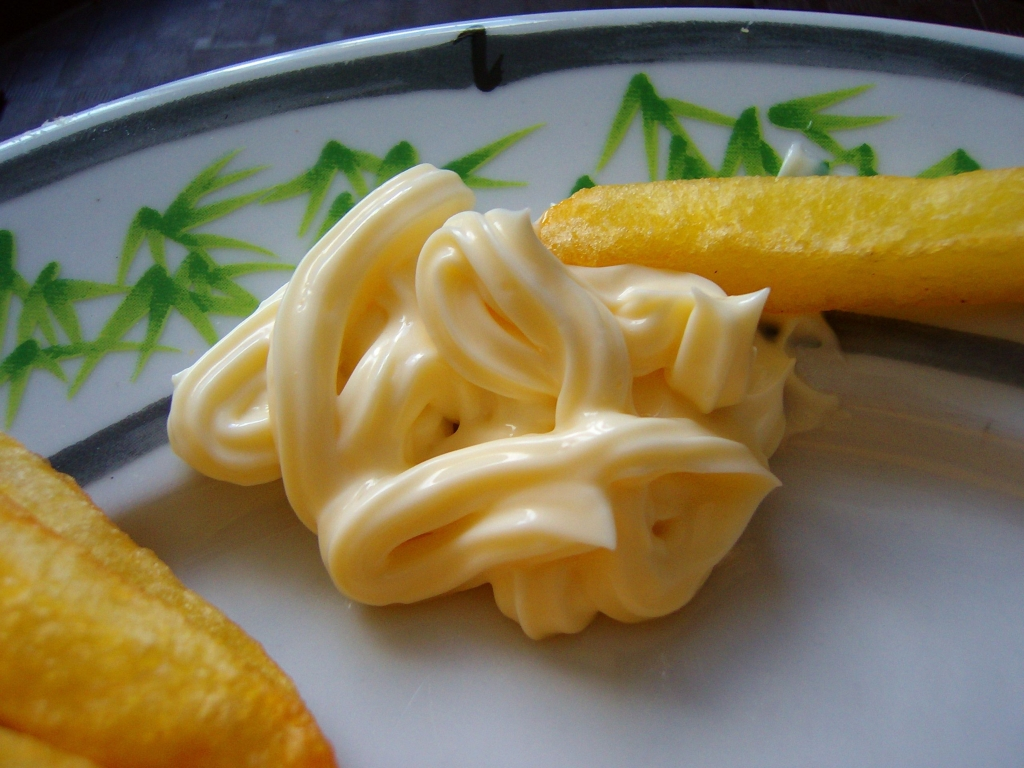
代表的なエマルション（二相）であるマヨネーズ

三相乳化（神奈川大学）（さんそうにゅうか）とは、従来、産業界などでエマルション（乳化）方法に使用されていた界面活性剤を使用せず、ファンデルワールス力を利用して乳化する技術のことである。神奈川大学の田嶋和夫特別招聘教授が発明し、神奈川大学が特許 （特許第3855203号『乳化分散剤及びこれを用いた乳化分散方法並びに乳化物』）を含む3特許を取得した。神奈川大学ではベンチャー企業「未来環境テクノロジー」を立ち上げ、株式会社東洋新薬等民間企業と共同で商品開発を行っている。

## 概要
|                        | 乳化剤の性質               | 乳化作用             | 安定化機構           | 異種エマルション混合 | 解乳化 | 油剤の相転移 | 複合エマルション調整 | 使用水       |
| ---------------------- | -------------------------- | -------------------- | -------------------- | -------------------- | ------ | ------------ | -------------------- | ------------ |
| 従来の界面活性剤の乳化 | 水または油に溶解する物質   | 界面活性剤分子の吸着 | 界面張力低下         | 容易でない           | 不可能 | 不安定       | 調整困難             | 清水         |
| 三相乳化 (神奈川大学)  | 水にも油にも溶解しない物質 | 親水性ナノ粒子の付着 | ファンデルワールス力 | 可能                 | 容易   | 安定         | 調整可能             | 工業用水可能 |

## 用途
- スーパー・エマルジョン燃料(軽油、重油等石油)燃料の開発、製造が期待されるとする[4]。
- 従来のエマルションと比較して塗布後の浸透性が高いとの研究報告もある[5]ため、香粧品・化粧品、食品、農薬・防黴、建築・土木分野、他への期待もされ、化粧品などは商品化されている[6]。
- バイオディーゼル、バイオマス、光触媒など関連の研究への応用も期待される。

## 呼称
三相乳化の呼称を巡っては、日本大学工学部教授の発明していた全く別の技術の呼称が、偶然、神奈川大学田嶋和夫特別招聘教授が発明し呼称した技術名と同じであった事により商標権の訴訟に発展した。事件を担当した塩月裁判長は知的財産権の侵害は無いとしたものの、将来的に両技術の名称を巡って紛らわしい事態が予想されると判示した。